# Masculino/femenino II
Masculino/femenino II: disolver la jerarquía es la traducción al español de Masculin / féminin : dissoudre la hiérarchie, obra de Françoise Héritier publicada en francés por la editorial Odile Jacob en 2002. Esta obra aborda la diferencia entre los géneros masculino y femenino, poniendo particular énfasis en las representaciones sobre las que se encuentra construida la relación y la universal subordinación de lo femenino a lo masculino. A decir de la autora, Masculino/femenino II nace de la «insatisfacción» que le producía el argumento de Masculino/femenino, de acuerdo con el cual la relación jerárquica entre los géneros es producto de una condición fisiológica y en un contexto histórico que sería demasiado complicado subvertir. Así, Masculino/femenino II constituye una contribución a la discusión sobre las relaciones entre los géneros y hacia el establecimiento de relaciones más equitativas entre hombres y mujeres.

## Contenido
En la introducción, intitulada «Lo femenino vivo», Héritier da cuenta de las insatisfacciones que le dejó la lectura en retrospectiva de su obra Masculino/femenino (1996). Básicamente se trata de dos asuntos. En primer lugar, porque el argumento de su obra anterior conduce a que la base de la jerarquía entre los géneros se encuentra en que las mujeres pierden sangre sin tener control sobre ella —la sangre de la menstruación—, mientras que los hombres pueden perderla y hacerla perder a otros individuos a voluntad —básicamente mediante la guerra—. De acuerdo con Masculino/femenino, estos dos hechos se convierten en símbolos a los que se atribuyen significados, pero la relación jerárquica entre ambos no es natural sino construida socialmente. En segundo lugar, Héritier dice que el panorama histórico presentado en su libro anterior es tan agobiante que difícilmente se podrían encontrar alternativas que conduzcan progresivamente a una mayor igualdad entre ambos géneros.
Una vez planteadas las motivaciones que la autora tuvo para emprender la escritura de este libro, se plantea unas preguntas acerca de la jerarquía masculino/femenino:

«¿Por qué razones la humanidad en su conjunto ha desarrollado sistemas de pensamiento que valorizan lo masculino y desvalorizan lo femenino, y traduce estos sistemas de pensamiento en acciones y situaciones concretas? ¿Por qué la situación de las mujeres está minimizada, desvalorizada y oprimida de manera que puede denominarse universal, si el sexo femenino es una de las dos formas que revisten la humanidad y el sexo, y si, de hecho, su "inferioridad social" no es un dato biológicamente fundado?»

Héritier considera que la base objetiva e incontrovertible de los sistemas de clasificación la constituye la oposición entre lo idéntico y lo diferente. Sin embargo, es muy explícita en señalar que las relaciones jerárquicas entre las categorías de un sistema de clasificaciones no es natural, sino producto de la historia y de los procesos culturales y sociales. En esto, Héritier se encuentra completamente de acuerdo con otros antropólogos estructuralistas, entre cuyos intereses se encuentran las operaciones simbólicas que conducen al establecimiento de categorías. Considera que las representaciones sobre las que se sustenta la organización jerárquica del género tienen un origen arcaico, transhistórico, pero no imposible de erradicar o modificar; en contraste, asume que en tanto que el equilibrio es una noción abstracta que no nace de la naturaleza, las oposiciones binarias —que constituyen la estructura de pensamiento común a todas las sociedades— como la de género tienen en su origen un carácter desigual.
La valencia diferencial de los sexos —que es el valor simbólico que se asocia a la diferencia fisiológica entre el cuerpo del hombre y el cuerpo de la mujer— se halla instalada en los fundamentos de los sistemas de parentesco que constituyen, de acuerdo con la teoría de la alianza, la base de la sociedad. Estos elementos suponen una organización jerárquica articulada en torno a lo anterior y lo posterior, donde lo primero tiene un valor superior y lo segundo un valor inferior. Los sistemas de parentesco se construyen sobre la prohibición del incesto, que motiva el intercambio de las mujeres y su poder reproductor; aunque no hay nada natural en que el intercambio sea de mujeres y no de hombres. Esto es así por una apropiación simbólica por parte de los hombres de la capacidad de las mujeres para reproducir lo idéntico y lo diferente —para dar a luz mujeres y hombres—, lo que obliga a los primeros a pasar por el cuerpo de las segundas si quieren reproducirse.

«Para reproducirse como idéntico, el hombre está "obligado a pasar por el cuerpo de una mujer". No puede hacerlo por sí mismo. Esta incapacidad es la que asegura el destino de la humanidad femenina. Se notará al pasar que la humillación femenina no está relacionada con la envidia del pene, sino con el escándalo que implica que las mujeres conciban a sus propias hijas, mientras que los hombres no pueden concebir a sus hijos.»

De esta manera, la dominación masculina se basa en una representación muy arcaica de la mujer como reproductora de los hombres, y no como una persona en todo el sentido de la palabra. A lo largo de todos los capítulos del libro, Héritier va a mostrar evidencia de ello, y de cómo esta representación trasciende en la historia de la humanidad y de una sociedad a otra, incluso en la sociedad occidental contemporánea donde el parentesco ha perdido su papel como organizador de la sociedad. En consecuencia con lo anterior, Héritier considera que el derecho a la anticoncepción es una «palanca» que puede contribuir a romper la jerarquía, al poner completamente en manos de las mujeres la voluntad de ejercer la maternidad o no.